# María del Mar Pizarro
María del Mar Pizarro García (Bogotá, 1988) es una política colombiana.
Actualmente es Representante a la Cámara por Bogotá elegida por el partido Colombia Humana.

## Biografía
Se graduó en Ciencias Políticas en la Universidad de los Andes, con magíster en Teoría del Arte contemporáneo y Cultura Visual de la Universidad de Londres. Fue coordinadora cultural del Centro de Memoria, Paz y Reconciliación, trabajó en el Departamento Nacional de Planeación y desde 2015 dirige su propia compañía de productos ecológicos para el hogar. Ganó el premio Mujeres que Impactan de Endeavor y Old Mutual.
Fue elegida a la Cámara de Representantes en las elecciones legislativas de Colombia de 2022. Su elección fue demandada ya que su hermana María José Pizarro también fue electa para el Senado de la República, sin embargo el Consejo de Estado negó la demanda debido a que no pertenecían a la misma colectividad.

## Familia
Su familia era de una larga tradición militar y aristocrática, su abuelo era Juan Antonio Pizarro García, militar colombiano de la Armada de la República de Colombia.
Hija de Carlos Pizarro Leongómez, exguerrillero del M-19 y candidato presidencial asesinado en 1990 y de Laura García, sobrina de Hernando Pizarro Leongómez, conocido por cometer la Masacre de Tacueyó, media hermana de la senadora María José Pizarro y de Carlos Andrés Pizarro.